# Opentracker
opentracker es un programa para trackers BitTorrent libre que está diseñado para ser rápido y consumir pocos recursos del sistema.

## Características
opentracker se ejecuta mucho más rápido que métodos anteriores y requiere menos memoria. (Por ejemplo, se ejecuta bien en muchos sistemas embebidos con una cantidad limitada de recursos.) Muchas ventanas del programa pueden ejecutarse en grupo, sincronizadas entre ellas. Además del protocolo HTTP, opentracker puede ser conectado por medio de UDP, generando menos de la mitad del tráfico que HTTP. Es compatible con IPv6, compresión Gzip, y listas negras de torrents. Debido a que han sucedido casos de personas acusadas de infringimiento de derechos de autor por el hecho de que sus direcciones IP estén registradas en un tracker BitTorrent, opentracker podría mezclar al azar los números de las direcciones IP con el propósito de negación plausible.

## Tecnología
Se ejecuta completamente en la RAM, lo que explica en gran medida su velocidad sobre otros programas tracker. Está escrito en C y está basado en la biblioteca libowfat la cual maneja las conexiones de red. Por algunas funciones nuevas como UDP y soporte limitado con IPv6 o la sincronización de varias ventanas de programas tracker para BitTorrent, se han creado nuevas extensiones del protocolo BitTorrent.

## Uso
The Pirate Bay, uno de los trackers más grandes del mundo hasta que cesaron su servicio el 17 de noviembre de 2009, cambió su propio software Hypercube a opentracker el 7 de diciembre de 2007.
NRK, la compañía de radio y televisión pública de Noruega, lo usa para distribuir sus programas de televisión.